# Pills et Tabet
Pills et Tabet est un duo français formé en 1932 par Jacques Pills (1906-1970) et Georges Tabet (1905-1984).

## Biographie
En 1925, Georges Tabet dirigeait l'orchestre du « Mac-Mahon Palace », un des dancings les plus chics de la capitale, qui comptait parmi ses clients assidus Jacques Pills et Jean Rigaux. Un jour d'été, alors qu'il jouait à Sainte-Maxime, il reçoit deux télégrammes, l'un de Ray Ventura l'invitant à entrer dans son orchestre, l'autre de Jacques Pills lui proposant de former avec un lui un duo vocal pour passer au Casino de Paris. Georges Tabet accepte l'offre de Jacques Pills.
Ils créent au Casino de Paris Couchés dans le foin, chanson de Mireille et Jean Nohain, extraite de leur opérette Fouchtra,. Ils chantent également Aux îles Hawaï, Un cabanon près de Toulon, C'est un vieux château du Moyen Âge (1932) et On n'a pas besoin de la lune. 
Ils font des tournées à Londres, New York et Hollywood.
Le duo doit se séparer en 1939 à la déclaration de guerre. Jacques Pills est fait prisonnier de guerre.

## Hommage
Ils sont évoqués dans le 226e des 480 souvenirs cités par Georges Perec dans Je me souviens.